# Neuropsiquiatría
La neuropsiquiatría es la rama de la medicina que se ocupa de los trastornos mentales atribuibles a enfermedades del sistema nervioso. Precedió a las actuales disciplinas de psiquiatría y neurología, en la medida en que los psiquiatras y neurólogos tenían una formación común. Posteriormente, la neurología y la psiquiatría se dividieron y se suelen practicar por separado; sin embargo, la neuropsiquiatría se ha convertido en una subespecialidad de la psiquiatría y está estrechamente relacionada con el campo de la neurología de la conducta, otra subespecialidad de la neurología que se ocupa de los problemas clínicos de la cognición y del comportamiento causados por una lesión cerebral o enfermedad del cerebro; psiquiatría biológica sería un sinónimo.
Dado la considerable superposición entre estas subespecialidades, ha habido un resurgimiento del interés y el debate relacionados con la neuropsiquiatría en el medio académico durante la última década. La mayor parte de la literatura aboga por un acercamiento entre la neurología y la psiquiatría, formando una especialidad por encima y más allá de una subespecialidad psiquiátrica. En Estados Unidos, el United Council for Neurologic Subspecialties (UCNS) reconoce y acredita desde el año 2004 la 'Neurología de la conducta y Neuropsiquiatría como una única subespecialidad común para psiquiatras y neurólogos. En la Argentina, anualmente se realiza el Congreso Argentino de Neuropsiquiatría y Neurociencia Cognitiva, en donde se reúnen los médicos y profesionales especialistas latinoamericanos en esta materia.